# Pro Anglet
Le Pro Anglet est une compétition de surf qui se déroule chaque année à Anglet dans le département français des Pyrénées-Atlantiques à la fin du mois d'août. La compétition est organisée par la World Surf League avec le soutien de la municipalité d'Anglet.

## Histoire
La première édition du Pro Anglet est organisée en 2015 sur la plage de la chambre d'Amour. La compétition est alors inscrite au calendrier Qualifying Series en catégorie 1 500. Le Brésilien Bino Lopes et la Française Pauline Ado deviennent les premiers vainqueurs du Pro Anglet en s'imposant respectivement contre Andy Crière et Alizé Arnaud.
L'édition 2020 est annulée pour cause de pandémie de Covid-19. Celle de 2021, initialement prévue du 22 au 27 juin, est reportée du 23 au 26 août, en raison des mesures sanitaires liées au Covid-19.

## Palmarès
| Année             | Vainqueur                                       | Score                                           | Finaliste(s)                                    | Score(s)                                        |
| ----------------- | ----------------------------------------------- | ----------------------------------------------- | ----------------------------------------------- | ----------------------------------------------- |
| Pro Anglet        |                                                 |                                                 |                                                 |                                                 |
| 2015              | Bino Lopes                                      | 17.57                                           | Andy Crière                                     | 15.37                                           |
| 2016              | Wade Carmichael                                 | 16.60                                           | Marc Lacomare                                   | 13.84                                           |
| 2017              | Ramzi Boukhiam                                  | 16.30                                           | Jorgann Couzinet                                | 11.80                                           |
| 2018              | Gatien Delahaye                                 | 16.43                                           | Vasco Ribeiro                                   | 15.10                                           |
| Deeply Pro Anglet |                                                 |                                                 |                                                 |                                                 |
| 2019              | Andy Crière                                     | 16.33                                           | Vasco Ribeiro                                   | 8.67                                            |
| 2020              | Édition annulée (pandémie de Covid-19)          | Édition annulée (pandémie de Covid-19)          | Édition annulée (pandémie de Covid-19)          | Édition annulée (pandémie de Covid-19)          |
| 2021              | Édition annulée (mauvaises conditions de houle) | Édition annulée (mauvaises conditions de houle) | Édition annulée (mauvaises conditions de houle) | Édition annulée (mauvaises conditions de houle) |
| 2022              | Gatien Delahaye                                 | 14.06                                           | Ramzi Boukhiam                                  | 12.64                                           |

| Année             | Vainqueur                                       | Score                                           | Finaliste(s)                                    | Score(s)                                        |
| ----------------- | ----------------------------------------------- | ----------------------------------------------- | ----------------------------------------------- | ----------------------------------------------- |
| Pro Anglet        |                                                 |                                                 |                                                 |                                                 |
| 2015              | Pauline Ado                                     | 16.16                                           | Alizé Arnaud                                    | 11.50                                           |
| 2016              | Claire Bevilacqua                               | 14.77                                           | Ella Williams                                   | 08.50                                           |
| 2017              | Coco Ho                                         | 11.40                                           | Maud Le Car                                     | 10.36                                           |
| 2018              | Zahli Kelly                                     | 14.10                                           | Pauline Ado                                     | 13.37                                           |
| Deeply Pro Anglet |                                                 |                                                 |                                                 |                                                 |
| 2019              | Anat Lelior                                     | 12.50                                           | Isabella Nichols                                | 11.33                                           |
| 2020              | Édition annulée (pandémie de Covid-19)          | Édition annulée (pandémie de Covid-19)          | Édition annulée (pandémie de Covid-19)          | Édition annulée (pandémie de Covid-19)          |
| 2021              | Édition annulée (mauvaises conditions de houle) | Édition annulée (mauvaises conditions de houle) | Édition annulée (mauvaises conditions de houle) | Édition annulée (mauvaises conditions de houle) |
| 2022              | Yolanda Hopkins                                 | 11.17                                           | Ariane Ochoa                                    | 09.24                                           |

| Surfeur         | Victoires | Finales | Total d'apparitions |
| --------------- | --------- | ------- | ------------------- |
| Gatien Delahaye | 2         | 0       | 2                   |
| Ramzi Boukhiam  | 1         | 1       | 2                   |
| Andy Crière     | 1         | 1       | 2                   |
| Vasco Ribeiro   | 0         | 2       | 2                   |

| Surfeuse    | Victoires | Finales | Total d'apparitions |
| ----------- | --------- | ------- | ------------------- |
| Pauline Ado | 1         | 1       | 2                   |